# Cultripalpa partita
Cultripalpa partita là một loài bướm đêm trong họ Noctuidae.